# Салівон Михайло Андрійович
Миха́йло Андрі́йович Салівон (1980—2024) — солдат Збройних Сил України, учасник російсько-української війни.

## Життєпис
Народився 9 листопада 1980 року на Чернігівщині. Строкову військову службу проходив в місті Старокостянтинів. Тут зустрів свою майбутню дружину Ірину; з якою народили та виховали трьох дітей.
Загинув 27 жовтня 2024 року під час виконання бойового завдання на Донеччині.
Похований у селі Пашківці Хмельницької області.

## Нагороди
- Орден «За мужність» II ступеня (31 грудня 2024, посмертно) — за особисту мужність, виявлену у захисті державного суверенітету та територіальної цілісності України, самовіддане виконання військового обов'язку[2].
- Орден «За мужність» III ступеня (20 січня 2024) — за особисту мужність, виявлену у захисті державного суверенітету та територіальної цілісності України, самовіддане виконання військового обов'язку[3].
- Нагрудний знак «Ветеран війни»
- медаль «За поранення»